# Liste der Baudenkmäler in Kienberg (Oberbayern)
Auf dieser Seite sind die Baudenkmäler in der oberbayerischen Gemeinde Kienberg zusammengestellt. Diese Tabelle ist eine Teilliste der Liste der Baudenkmäler in Bayern. Grundlage ist die Bayerische Denkmalliste, die auf Basis des Bayerischen Denkmalschutzgesetzes vom 1. Oktober 1973 erstmals erstellt wurde und seither durch das Bayerische Landesamt für Denkmalpflege geführt wird. Die folgenden Angaben ersetzen nicht die rechtsverbindliche Auskunft der Denkmalschutzbehörde.

## Baudenkmäler nach Ortsteilen

### Kienberg
| Lage                    | Objekt                             | Beschreibung | Akten-Nr.              | Bild           |
| ----------------------- | ---------------------------------- | --- | ---------------------- | -------------- |
| In Kienberg (Standort)  | Mariensäule                        | Brunnenbecken am Sockel, bezeichnet mit dem Jahr 1906; in der Ortsmitte.                                                                  | D-1-89-126-3 Wikidata  | weitere Bilder |
| Kirchenweg 4 (Standort) | Ehemaliges Handwerkeranwesen       | Stattlicher zweigeschossiger Satteldachbau mit Kniestock, um 1860, nach Osten erweitert und insgesamt überformt 1910.                     | D-1-89-126-28 Wikidata | BW             |
| Kirchenweg 6 (Standort) | Katholische Pfarrkirche St. Martin | Spätgotischer Nagelfluhquaderbau mit Westturm, Mitte 15. Jahrhundert, neugotischer Ausbau zweite Hälfte 19. Jahrhundert; mit Ausstattung. | D-1-89-126-1 Wikidata  | weitere Bilder |

### Weitere Ortsteile
| Lage                         | Objekt                                  | Beschreibung | Akten-Nr.              | Bild           |
| ---------------------------- | --------------------------------------- | --- | ---------------------- | -------------- |
| Aich (Standort)              | Hofkapelle                              | bezeichnet mit dem Jahr 1853; zu Haus Nr. 1 gehörig. | D-1-89-126-4 Wikidata  | BW             |
| Gauing 4 (Standort)          | Wohnstallhaus                           | Nordflügel des ehemaligen Vierseithofes, stattlicher zweigeschossiger Bau mit Kniestock, mit gewölbten Räumen und reich dekorierter neugotischer Tür, bezeichnet mit dem Jahr 1866. | D-1-89-126-6 Wikidata  | BW             |
| Größing 1 (Standort)         | Bundwerkstadel                          | Südflügel des Vierseithofes, um 1860. | D-1-89-126-7 Wikidata  | BW             |
| Grub 1 (Standort)            | Wohnstallhaus                           | Nordflügel des Vierseithofes, zweigeschossig mit Kniestock, mit gewölbten Räumen, Eckquaderung und Dachglocke, bezeichnet mit dem Jahr 1843–48; Torbau (Ostflügel), zweigeschossig mit flachem Walmdach und Eckquaderung, gleichzeitig; großer Bundwerkstadel (Südflügel), mit Eckquaderung an der gemauerten Ostseite, bezeichnet mit dem Jahr 1847. | D-1-89-126-8 Wikidata  | BW             |
| Haslreit 1 (Standort)        | Bundwerkstadel                          | bezeichnet mit dem Jahr 1861. | D-1-89-126-9 Wikidata  | BW             |
| Helming 1 (Standort)         | Wohnstallhaus                           | Nordflügel des Vierseithofes, mit stuckierten Fensterumrahmungen und Heiligendarstellung, Mitte 19. Jahrhundert. | D-1-89-126-10 Wikidata | BW             |
| Helming 2 (Standort)         | Bundwerkstadel                          | Südflügel des Vierseithofes, bezeichnet mit dem Jahr 18(68). | D-1-89-126-11 Wikidata | BW             |
| Heretsham 6 (Standort)       | Wohnhaus                                | schlossartig mit Halbwalmdach, erbaut 1926–30; Rotmarmor-Inschriftplatte um 1520 über dem Eingang, weitere Wappentafel von 1511 im Eingangsvorbau. | D-1-89-126-12          | weitere Bilder |
| Heretsham 7 (Standort)       | Bundwerkstadel                          | Südflügel des Vierseithofes, bezeichnet mit dem Jahr 1863. | D-1-89-126-13 Wikidata | BW             |
| Holzhausen 21 (Standort)     | Ehemaliges Kleinbauernhaus              | Wohnteil in Blockbauweise, Erdgeschoss teilweise vermauert, im Kern 18. Jahrhundert. | D-1-89-126-14 Wikidata | BW             |
| Lahr 15 (Standort)           | Neugotischer hölzerner Türstock und Tür | bezeichnet mit dem Jahr 1853. | D-1-89-126-29 Wikidata | BW             |
| Mauern 1 (Standort)          | Hofkapelle                              | neugotisch mit Spitzturm, bezeichnet mit dem Jahr 1903; mit Ausstattung; zu Haus Nr. 1 gehörig. | D-1-89-126-15 Wikidata | BW             |
| Mörn 1 (Standort)            | Bauernhaus                              | Altbau, Westflügel des Vierseithofes, mit Blockbau-Obergeschoss und erneuerten Lauben, am Giebelfeld bezeichnet mit dem Jahr 1743. | D-1-89-126-16 Wikidata | BW             |
| Mörn 8 (Standort)            | Hofkapelle                              | 1885; mit Ausstattung; zu Haus Nr. 10 gehörig. | D-1-89-126-17 Wikidata | BW             |
| Oed 5 (Standort)             | Ehemaliges Bauernhaus                   | mit beidseitigem Bundwerk am Wirtschaftsteil, nach Mitte 19. Jahrhundert. | D-1-89-126-18 Wikidata | BW             |
| Pößmoos 1 (Standort)         | Ehemaliges Schmiede                     | in Nagelfluh-Mauerwerk, teilweise verputzt, mit Halbwalmdach, zweites Viertel 19. Jahrhundert. | D-1-89-126-19 Wikidata | BW             |
| Siboling 2 a (Standort)      | Kapelle mit Westturm                    | 1846 erbaut, 1882–84 nach Brand erneuert; mit Ausstattung. | D-1-89-126-21 Wikidata | BW             |
| Siboling 7 (Standort)        | Wohnstallhaus                           | mit beidseitigem Bundwerk am Wirtschaftsteil, vor Mitte 19. Jahrhundert. | D-1-89-126-22 Wikidata | BW             |
| Simering 1 (Standort)        | Geschlossener Vierseithof               | Wohnstallhaus (Südflügel), verputzt, mit Halbwalmdach, erste Hälfte 19. Jahrhundert; Bundwerkstadel (Nordflügel), mit reichem Gitterbundwerk, bezeichnet mit dem Jahr 1841; Stallstadel (Westflügel), Mitte 19. Jahrhundert; Hütte mit Hofeinfahrt (Ostflügel), gleichzeitig.                                                                         | D-1-89-126-23 Wikidata | BW             |
| Simering 5 (Standort)        | Wohnstallhaus                           | Nordflügel des Vierseithofes, zweigeschossiger Putzbau mit Kniestock und rundbogigen Fenstereinfassungen, über dem Eingang bezeichnet mit dem Jahr 1839; Bundwerkstadel (Südflügel), bezeichnet mit dem Jahr 1846. | D-1-89-126-24 Wikidata | BW             |
| Sonderhausen 1 (Standort)    | Stattlicher geschlossener Vierseithof   | nach Mitte 19. Jahrhundert; Wohnstallhaus (Nordflügel) mit gewölbtem Fletz und ornamentierten Sandsteintürgewänden, bezeichnet mit dem Jahr 1859; großer Bundwerkstadel (Südflügel); Stallstadel (Ostflügel) mit Bundwerkobergeschoss; hofseitig Bundwerk auch am Westteil des Wohnstallhauses und am Westflügel.                                     | D-1-89-126-25 Wikidata | BW             |
| Sonderhauser Feld (Standort) | Wegkapelle                              | kleiner Bau mit Zeltdach, wohl erste Hälfte 19. Jahrhundert; 200 m nördlich von Haus Nr. 1. | D-1-89-126-26 Wikidata | BW             |
| Willing 2 (Standort)         | Bundwerkstadel                          | Südflügel des Dreiseithofes, an der Firstpfette bezeichnet mit dem Jahr 1836. | D-1-89-126-27 Wikidata | BW             |

## Ehemalige Baudenkmäler
In diesem Abschnitt sind Objekte aufgeführt, die früher einmal in der Denkmalliste eingetragen waren, jetzt aber nicht mehr. Objekte, die in anderem Zusammenhang also z. B. als Teil eines Baudenkmals weiter eingetragen sind, sollen hier nicht aufgeführt werden. Aktennummern in diesem Abschnitt sind ehemalige, jetzt nicht mehr gültige Aktennummern.

| Lage                   | Objekt         | Beschreibung                                                                                           | Akten-Nr.             | Bild |
| ---------------------- | -------------- | --- | --------------------- | ---- |
| Deisensee 1 (Standort) | Bundwerkstadel | Südflügel des Vierseithofes, mit breiten Kopfbändern und Andreaskreuzen, bezeichnet mit dem Jahr 1807. | D-1-89-126-5 Wikidata | BW   |